# Passiflora reflexiflora
Passiflora reflexiflora là một loài thực vật thuộc họ Passifloraceae. Đây là loài đặc hữu của Ecuador.